# DN1B
DN1B este un drum național din România, care leagă orașele Ploiești și Buzău, care se suprapune peste drumul european E577. Șoseaua are patru benzi (două pe sens) de la Ploiești până la Albești-Paleologu, unde se ramifică șoseaua DN1D spre Urziceni. DN1B continuă pe două benzi, trecând prin orașul Mizil și urmând o porțiune foarte dreaptă și lipsită de curbe până la Ulmeni, înainte de a se uni cu DN2 în imediata apropiere a Buzăului.
Autostrada A7 va fi în paralel cu tot drumul pe tronsonul Ploiești (Dumbrava)-Buzău, și va reduce traficul, și va fi un traseu mai sigur de la Ploiești-Buzău.

## Parcurs
|                  |    | DN1 București •Brașov •Oradea        |
|                  |    | Blejoi                               |
|                  |    | DN1A Vălenii de Munte •Cheia •Brașov |
| Trecere la nivel |    | Calea ferată Ploiești Sud–Măneciu    |
|                  |    | Ploieștiori                          |
|                  |    | Țânțăreni                            |
|                  |    | Țânțăreni                            |
|                  |    | DN1A București                       |
|                  |    | Teleajen                             |
|                  |    | DJ236 Parcul Constantin Stere        |
|                  |    | Bucov                                |
|                  | () | DJ102E Hârsa                         |
|                  | () | DJ230 Scăeni                         |
|                  |    | Bucov                                |
|                  |    | Chițorani                            |
|                  |    | Valea Călugărească                   |
|                  | () | DJ101F Drăgănești                    |
|                  |    | Valea Călugărească                   |
|                  |    | Cricovul Sărat                       |
|                  |    | Albești-Paleologu                    |
|                  |    | DN1D Urziceni                        |
|                  | () | DJ102C Urlați                        |
|                  |    | Albești-Paleologu                    |
|                  |    | Loloiasca                            |
|                  | () | DJ146 Tomșani                        |
|                  |    | Loloiasca                            |
|                  | () | DJ102N Ceptura/Inotești              |
|                  | () | DJ149 Fântânele/Conduratu            |
|                  |    | Mizil                                |
|                  | () | DJ102D Baba Ana                      |
|                  | () | DJ102H Amaru                         |
|                  |    | Mizil                                |
|                  | () | DJ205 Fințești                       |
|                  |    | Săhăteni                             |
|                  | () | DJ205B Năeni                         |
|                  |    | Săhăteni                             |
|                  | () | DJ103R Breaza/Vitileanca             |
|                  |    | Istrița de Jos                       |
|                  |    | Istrița de Jos                       |
|                  | () | DJ203C Pietroasele/Clondiru          |
|                  |    | Ulmeni                               |
|                  |    | Ulmeni                               |
|                  | () | DJ203G Stâlpu/Sărata-Monteoru        |
|                  | () | DJ205A Lipia                         |
|                  |    | DN2 București •Suceava •Buzău        |